# Athlétisme aux Jeux d'Amérique centrale et des Caraïbes de 2010
Navigation
Carthagène des Indes 2006 Veracruz 2014
Les épreuves d'athlétisme des Jeux d'Amérique centrale et des Caraïbes 2010 ont eu lieu du 24 au 30 juillet 2010 à Mayagüez, sur l'île de Porto Rico.

## Résultats

### Hommes
| Épreuve | Or                                                                              | Or                 | Argent                                                                   | Argent          | Bronze                                                                           | Bronze             |
| --- | ------------------------------------------------------------------------------- | ------------------ | ------------------------------------------------------------------------ | --------------- | -------------------------------------------------------------------------------- | ------------------ |
| 100 m | Churandy Martina Antilles néerlandaises                                         | 10 s 07            | Daniel Bailey Antigua-et-Barbuda                                         | 10 s 08         | Lerone Clarke Jamaïque                                                           | 10 s 15            |
| 200 m | Churandy Martina Antilles néerlandaises                                         | 20 s 25 CR         | Rasheed Dwyer Jamaïque                                                   | 20 s 49 PB      | Rondell Sorrillo Trinité-et-Tobago                                               | 20 s 59            |
| 400 m | Nery Brenes Costa Rica                                                          | 44 s 84 NR PB      | Tabarie Henry Îles Vierges des États-Unis                                | 45 s 07         | Allodin Fothergill Jamaïque                                                      | 45 s 24 PB         |
| 800 m | Eduard Villanueva Venezuela                                                     | 1 min 47 s 73      | Moise Joseph Haïti                                                       | 1 min 47 s 79   | Aldwyn Sappleton Jamaïque                                                        | 1 min 48 s 12      |
| 1 500 m | Juan Luis Barrios Mexique                                                       | 3 min 44 s 85      | Eduard Villanueva Venezuela                                              | 3 min 45 s 04   | Pablo Solares Mexique                                                            | 3 min 45 s 30      |
| 5 000 m | Juan Luis Barrios Mexique                                                       | 13 min 44 s 41 CR  | Juan Carlos Romero Mexique                                               | 13 min 56 s 17  | Cleveland Forde Guyana                                                           | 14 min 08 s 95 PB  |
| 10 000 m | Juan Carlos Romero Mexique                                                      | 29 min 13 s 71     | Tomás Luna Mexique                                                       | 29 min 14 s 15  | Luis Collazo Porto Rico                                                          | 29 min 36 s 35     |
| 110 m haies | Ryan Brathwaite Barbade                                                         | 13 s 39            | Eric Keddo Jamaïque                                                      | 13 s 52         | Héctor Cotto Porto Rico                                                          | 13 s 71            |
| 400 m haies | Leford Green Jamaïque                                                           | 48 s 47 CR         | Javier Culson Porto Rico                                                 | 48 s 58         | Roxroy Cato Jamaïque                                                             | 49 s 62            |
| 3000 m steeple | Alex Greaux Porto Rico                                                          | 8 min 56 s 47      | Josafat Gonzalez Mexique                                                 | 8 min 57 s 98   | Marvin Blanco Venezuela                                                          | 9 min 03 s 10      |
| 4 × 100 m | Trinité-et-Tobago Rondell Sorrillo Marc Burns Emmanuel Callander Keston Bledman | 38 s 24 CR         | Jamaïque Kenroy Anderson Oshane Bailey Rasheed Dwyer Lerone Clarke       | 38 s 78         | Antilles néerlandaises Kwidama Prince Brian Mariano Curtis Cock Churandy Martina | 38 s 82            |
| 4 × 400 m | Jamaïque Oral Thompson Leford Green Roxroy Cato Allodin Fothergill              | 3 min 01 s 68 CR   | Bahamas Andretti Bain Michael Mathieu La'Sean Pickstock Demetrius Pinder | 3 min 01 s 82   | Trinité-et-Tobago Zwede Hewitt Lalonde Gordon Gavyn Nero Jarrin Solomon          | 3 min 04 s 07      |
| Marathon | José Amado García Guatemala                                                     | 2 h 21 min 35 PB   | Carlos Cordero Mexique                                                   | 2 h 22 min 06   | Juan Carlos Cardona Colombie                                                     | 2 h 22 min 35      |
| 20 km marche | Eder Sanchez Mexique                                                            | 1 h 22 min 32 s CR | Luis Lopez Colombie                                                      | 1 h 22 min 55 s | Gustavo Restrepo Colombie                                                        | 1 h 22 min 56 s PB |
| 50 km marche | Horacio Nava Mexique                                                            | 3 h 56 min 46      | Rodrigo Moreno Colombie                                                  | 4 h 11 min 42   | Cristian Berdeja Mexique                                                         | 4 h 32 min 51      |
| Saut en hauteur | Donald Thomas Bahamas                                                           | 2,28 m             | Trevor Barry Bahamas                                                     | 2,28 m          | Wanner Miller Colombie                                                           | 2,19 m             |
| Saut à la perche | Giovanni Lanaro Mexique                                                         | 5,60 m CR          | Brandon Estrada Porto Rico                                               | 5,40 m          | Christian Sánchez Mexique                                                        | 5,20 m             |
| Saut en longueur | Tyrone Smith Bermudes                                                           | 8,22 m NR          | Muhammad Halim Îles Vierges des États-Unis                               | 7,79 m          | Carlos Morgan Îles Caïmans                                                       | 7,72 m             |
| Triple saut | Leevan Sands Bahamas                                                            | 17,21 m            | Randy Lewis Grenade                                                      | 17,20 m         | Samyr Lainé Haïti                                                                | 17,01 m            |
| Lancer du poids | Dorian Scott Jamaïque                                                           | 18,92 m            | O'Dayne Richards Jamaïque                                                | 18,74 m         | Eder César Moreno Colombie                                                       | 18,45 m            |
| Lancer du disque | Jason Morgan Jamaïque                                                           | 59,43 m            | Jesús Parejo Venezuela                                                   | 54,88 m         | Mario Cota Mexique                                                               | 54,70 m            |
| Lancer du marteau | Aldo Bello Venezuela                                                            | 65,10 m            | Jean Rosario Porto Rico                                                  | 63,31 m         | Pedro Muñoz Venezuela                                                            | 63,03 m            |
| Lancer du javelot | Arley Ibargüen Colombie                                                         | 78,93 m            | Dayron Márquez Colombie                                                  | 76,31 m         | Juan José Méndez Mexique                                                         | 76,03 m            |
| Décathlon | Maurice Smith Jamaïque                                                          | 8109 pts           | Steven Marrero Porto Rico                                                | 7506 pts PB     | Marcos Sanchez Porto Rico                                                        | 7311 pts           |
| Records et Performances - AR : Record continental (area record) - CR : Record des championnats (championship record) - MR : Record du meeting (meet record) - NR : Record national (national record) - OR : Record olympique (olympic record) - PR : Record paralympique (paralympic record) - PB : Record personnel (personal best) - SB : Meilleure performance personnelle de la saison (season's best) - WL : Meilleure performance mondiale de l'année (world leader) - WJR : Record du monde junior (world junior record) - WR : Record du monde (world record) Circonstances et Conditions - DNF : N'a pas terminé (did not finish) - DNS : N'a pas pris le départ (did not start) - DQ : Disqualification (disqualification) - NM : Aucun essai valable enregistré (No Mark) - Q : Qualifié « directement » au prochain tour (ou à la prochaine compétition), lors d'une compétition majeure, grâce au classement ou à la réalisation des minima (automatic qualifier) - q : Qualifié au prochain tour (ou à la prochaine compétition), lors d'une compétition majeure, grâce au repêchage ou à la réalisation de l'une des meilleures performances parmi celles des « non qualifiés directement » (grâce au meilleur temps ou à la meilleure distance par exemple) (secondary qualifier) |                                                                                 |                    |                                                                          |                 |                                                                                  |                    |

### Femmes
| Épreuve | Or                                                                        | Or                  | Argent                                                                 | Argent           | Bronze                                                                                | Bronze            |
| --- | ------------------------------------------------------------------------- | ------------------- | ---------------------------------------------------------------------- | ---------------- | ------------------------------------------------------------------------------------- | ----------------- |
| 100 m | Tahesia Harrigan Îles Vierges britanniques                                | 11 s 19             | Ayanna Hutchinson Trinité-et-Tobago                                    | 11 s 47          | Yomara Hinestroza Colombie                                                            | 11 s 51           |
| 200 m | Cydonie Mothersille Îles Caïmans                                          | 22 s 91 CR          | Carol Rodríguez Porto Rico                                             | 23 s 37          | Darlenis Obregón Colombie                                                             | 23 s 76           |
| 400 m | Christine Amertil Bahamas                                                 | 52 s 16 SB          | Aliann Pompey Guyana                                                   | 52 s 33          | Tiandra Ponteen Saint-Christophe-et-Niévès                                            | 52 s 75           |
| 800 m | Rosibel García Colombie                                                   | 2 min 03 s 77       | Andrea Ferris Panama                                                   | 2 min 04 s 16    | Marian Burnett Guyana                                                                 | 2 min 04 s 45     |
| 1 500 m | Rosibel García Colombie                                                   | 4 min 21 s 17       | Pilar McShine Trinité-et-Tobago                                        | 4 min 21 s 66    | Beverly Ramos Porto Rico                                                              | 4 min 22 s 02     |
| 5 000 m | Beverly Ramos Porto Rico                                                  | 16 min 09 s 82 CR   | Rachael Marchand Porto Rico                                            | 16 min 13 s 59   | Yolanda Caballero Colombie                                                            | 16 min 14 s 75    |
| 10 000 m | Yolanda Caballero Colombie                                                | 34 min 50 s 58      | Maria Elena Valencia Mexique                                           | 34 min 52 s 66   | Rachael Marchand Porto Rico                                                           | 34 min 55 s 79    |
| 100 m haies | Aleesha Barber Trinité-et-Tobago                                          | 13 s 09             | Eliecit Palacios Colombie                                              | 13 s 20          | Andrea Bliss Jamaïque                                                                 | 13 s 20           |
| 400 m haies | Nickiesha Wilson Jamaïque                                                 | 55 s 40             | Zudikey Rodríguez Mexique                                              | 55 s 54 PB       | Janeil Bellille Trinité-et-Tobago                                                     | 56 s 81 PB        |
| 3000 m steeple | Beverly Ramos Porto Rico                                                  | 9 min 59 s 03 CR PB | Ángela Figueroa Colombie                                               | 10 min 18 s 28   | Sandra Lopez Reyes Mexique                                                            | 10 min 18 s 88 PB |
| 4 × 100 m | Colombie Eliecit Palacios Maria Idrobo Darlenis Obregón Yomara Hinestroza | 43 s 63             | Jamaïque Audria Segree Jovanee Jarrett Andrea Bliss Anastasia Le-Roy   | 44 s 27          | Saint-Christophe-et-Niévès Tanika Liburd Tameka Williams Tiandra Ponteen Virgil Hodge | 44 s 43           |
| 4 × 400 m | Jamaïque Davita Prendergast Nikita Tracey Dominique Blake Clora Williams  | 3 min 32 s 31       | Colombie Yennifer Padilla Maria Idrobo Darlenis Obregón Norma González | 3 min 33 s 03 NR | Trinité-et-Tobago Aleesha Barber Janeil Bellille Melissa De Leon Afija Walker         | 3 min 35 s 66     |
| 20 km marche | Sandra Galvis Colombie                                                    | 1 h 38 min 27 s PB  | Milángela Rosales Venezuela                                            | 1 h 40 min 16 s  | Rosario Sánchez Mexique                                                               | 1 h 41 min 56 s   |
| Marathon | Marisol Romero Mexique                                                    | 2 h 44 min 30 s     | Gabriela Traña Costa Rica                                              | 2 h 46 min 22 s  | Paula Apolonio Mexique                                                                | 2 h 48 min 46 s   |
| Saut en hauteur | Levern Spencer Sainte-Lucie                                               | 1,94 m              | Sheree Francis Jamaïque                                                | 1,91 m           | Romary Rifka Mexique                                                                  | 1,91 m            |
| Saut à la perche | Keisa Monterola Venezuela                                                 | 4,20 m CR           | Andrea Zambrana Porto Rico                                             | 3,90 m           | Milena Agudelo Colombie                                                               | 3,90 m            |
| Saut en longueur | Rhonda Watkins Trinité-et-Tobago                                          | 6,67 m CR           | Jovanee Jarrett Jamaïque                                               | 6,52 m           | Bianca Stuart Bahamas                                                                 | 6,50 m            |
| Triple saut | Kimberly Williams Jamaïque                                                | 14,23 m PB          | Caterine Ibargüen Colombie                                             | 14,10 m          | Ayanna Alexander Trinité-et-Tobago                                                    | 13,64 m           |
| Lancer du poids | Cleopatra Borel-Brown Trinité-et-Tobago                                   | 18,76 m             | Zara Northover Jamaïque                                                | 17,04 m PB       | Annie Alexander Trinité-et-Tobago                                                     | 16,76 m           |
| Lancer du disque | María Cubillán Venezuela                                                  | 52,21 m             | Annie Alexander Trinité-et-Tobago                                      | 51,03 m          | Paulina Flores Mexique                                                                | 49,57 m           |
| Lancer du marteau | Eli Moreno Colombie                                                       | 66,98 m             | Rosa Rodríguez Venezuela                                               | 64,16 m          | Natalie Grant Jamaïque                                                                | 59,93 m           |
| Lancer du javelot | Kateema Riettie Jamaïque                                                  | 53,77 m             | Fresa Nuñez République dominicaine                                     | 52,96 m          | María Murillo Colombie                                                                | 51,29 m           |
| Heptathlon | Peaches Roach Jamaïque                                                    | 5780 pts PB         | Francia Manzanillo République dominicaine                              | 5561 pts         | Tammilee Kerr Jamaïque                                                                | 5345 pts          |
| Records et Performances - AR : Record continental (area record) - CR : Record des championnats (championship record) - MR : Record du meeting (meet record) - NR : Record national (national record) - OR : Record olympique (olympic record) - PR : Record paralympique (paralympic record) - PB : Record personnel (personal best) - SB : Meilleure performance personnelle de la saison (season's best) - WL : Meilleure performance mondiale de l'année (world leader) - WJR : Record du monde junior (world junior record) - WR : Record du monde (world record) Circonstances et Conditions - DNF : N'a pas terminé (did not finish) - DNS : N'a pas pris le départ (did not start) - DQ : Disqualification (disqualification) - NM : Aucun essai valable enregistré (No Mark) - Q : Qualifié « directement » au prochain tour (ou à la prochaine compétition), lors d'une compétition majeure, grâce au classement ou à la réalisation des minima (automatic qualifier) - q : Qualifié au prochain tour (ou à la prochaine compétition), lors d'une compétition majeure, grâce au repêchage ou à la réalisation de l'une des meilleures performances parmi celles des « non qualifiés directement » (grâce au meilleur temps ou à la meilleure distance par exemple) (secondary qualifier) |                                                                           |                     |                                                                        |                  |                                                                                       |                   |

## Tableau des médailles
| Rang  | Nation                      | Or | Argent | Bronze | Total |
| ----- | --------------------------- | -- | ------ | ------ | ----- |
| 1     | Jamaïque                    | 10 | 7      | 8      | 25    |
| 2     | Mexique                     | 7  | 6      | 10     | 23    |
| 3     | Colombie                    | 6  | 8      | 9      | 23    |
| 4     | Porto Rico                  | 4  | 7      | 5      | 16    |
| 5     | Venezuela                   | 4  | 4      | 2      | 10    |
| 6     | Trinité-et-Tobago           | 4  | 3      | 6      | 13    |
| 7     | Bahamas                     | 3  | 2      | 1      | 6     |
| 8     | Antilles néerlandaises      | 2  | 0      | 1      | 3     |
| 9     | Costa Rica                  | 1  | 1      | 0      | 2     |
| 10    | Îles Caïmans                | 1  | 0      | 1      | 2     |
| 11=   | Barbade                     | 1  | 0      | 0      | 1     |
| 11=   | Bermudes                    | 1  | 0      | 0      | 1     |
| 11=   | Guatemala                   | 1  | 0      | 0      | 1     |
| 11=   | Îles Vierges britanniques   | 1  | 0      | 0      | 1     |
| 11=   | Sainte-Lucie                | 1  | 0      | 0      | 1     |
| 16=   | République dominicaine      | 0  | 2      | 0      | 2     |
| 16=   | Îles Vierges des États-Unis | 0  | 2      | 0      | 2     |
| 18    | Guyana                      | 0  | 1      | 2      | 3     |
| 19    | Haïti                       | 0  | 1      | 1      | 2     |
| 20=   | Antigua-et-Barbuda          | 0  | 1      | 0      | 1     |
| 20=   | Grenade                     | 0  | 1      | 0      | 1     |
| 20=   | Panama                      | 0  | 1      | 0      | 1     |
| 23    | Saint-Christophe-et-Niévès  | 0  | 0      | 1      | 1     |
| Total | Total                       | 47 | 47     | 47     | 141   |